# Волконський Андрій Михайлович
Князь Андрій Михайлович Волконський (14 лютого 1933, Женева — 16 вересня 2008, Екс-ан-Прованс) — радянський, російський і французький композитор, клавесиніст, диригент.

## Біографія
Народився 1933 року в Женеві. Його батько — князь Михайло Петрович Волконський, мати — Кіра Георгіївна Петкевич (1911–1995).
Дитиною грав свої імпровізації Рахманінову. Навчався у Діну Ліпатті.
1947 року родина повернулася в Москву.
У 1950 — 1954 році вчився в Московської консерваторії (клас Ю. Шапоріна), був відрахований.
З 1956 року виступав як диригент та клавесиніст, став одним з піонерів відродження інтересу до старовинної музики.
1965 року заснував ансамбль «Мадригал».
З грудня 1972 року жив на Заході, переважно — у Франції.
Помер 16 вересня 2008 року в місті Екс-ан-Прованс, на півдні Франції. Відспівування, за участю православного священика та хором з Ніцци, відбулося 21 вересня, похорони — 22 вересня. Згідно з його бажанням, був похований серед могил аристократів початку XX століття, в склепі княжого сімейства Волконських на кладовищі французького міста Ментон, недалеко від кордону з Італією.
Син, князь Пеетер (Петро) Андрійович Волконський — відомий естонський актор, постановник та рок-музикант.

## Творчість

### Музика до фільмів
- «Стьопа-моряк» (1955, мультфільм)
- «Виконання бажань» (1957, мультфільм, у співавт.)
- «Таємниця далекого острова» (1958, мультфільм, у співавт.)
- «Людина людині» (1958, мюзикл)
- «Нові пригоди Кота в чоботях» (1958)
- «Марія-майстриня» (1959)
- «Клишоногий друг» (1959)
- «Ясхан» (1960, кінонарис; студія «Туркменфільм», реж. Л. Черенцов)
- «Пригоди Кроша» (1961)
- «Три плюс два» (1963)
- «Через цвинтар» (1964)
- «Війна під дахами» (1967)
- «Замки на піску» (1968, документальнний)
- «Мертвий сезон» (1968)
- «Сини йдуть у бій» (1969)
- «Могила лева» (1971)
- «Червоний колір папороті» (1988, у співавт.; СРСР—Польща)
- «Тартюф» (2000, фільм-спектакль)

### Вибрані твори
- Соната для фортепіано (1949)
- Фортепіанне тріо (1950—1951)
- Соната для арфи (1951)
- Русь, кантата на слова М. Гоголя (1952)
- Лик миру, кантата на вірші П. Елюара (1952)
- Концерт для оркестру (1953)
- Капричіо для оркестру (1954)
- Фортепіанний квінтет (1954—1955)
- Струнний квартет (1955)
- Соната для альта та фортепіано (1955—1956)
- Musica stricta (fantasia ricercata) для фортепіано (1956—1957, присв. М. Юдіної)
- Музика для 12 інструментів (1957)
- Серенада комасі для камерного оркестру (1958—1959)
- Сюїта дзеркал для п’яти виконавців на текст Ф. Г. Лорки (1959)
- Соната для альта (1960)
- Гра втрьох, мобіль для флейти, скрипки та клавесина (1961)
- Жалоби Щази для сопрано та камерного ансамблю (1962)
- Мандрівний концерт для сопрано, скрипки, флейти, ансамблю ударних і 26 інструментів на текст О. Хаяма (1963—1967)
- Вузлики часу для трьох груп інструментів (1970, присв. В. Сильвестрову)
- Maqam для тара та клавесина (1974)
- Lied для чотирьох голосів на текст із Пісенника з Глогау (1974)
- Immobile для фортепіано з оркестром (1977—1978)
- Was noch lebt для мецо-сопрано та струнного тріо на вірші Й. Бобровського (1985)
- Psalm 148 для трьох голосів, органу та литавр (1989)
- Carrefour для ансамблю (1992)